# Hearts on Fire (Bryan Adams)
Hearts on Fire  è una canzone di Bryan Adams del suo album Into the Fire pubblicato nel 1987.
È stata scritta da Adams e Jim Vallance a Vancouver, in Canada; la scrittura della canzone ha avuto inizio nel 1984 ed è stata completata nel 1986. Il brano è stato registrato nel settembre 1986 presso i Cliffhanger Studios, ad ovest di Vancouver ed è stata prodotta da Bob Clearmountain, nel gennaio 1987, presso gli AIR Studios di Londra.

## Concezione
La canzone è stata scritta nel periodo mentre Adams e Vallance scrivevano per l'album Reckless, ma non è stata registrata fino al 1987. Jim Vallance ha commentato sul suo sito web che i suoni ed i ritmi erano molto simili a Reckless che non a Into the Fire.
(Jim Vallance)

## Il video
Il video della canzone è stato registrato durante l' Into the Fire Tour nel giugno del 1987; è stato diretto dal regista statunitense Wayne Isham.

## Classifica
| Classifica (1987)                            | Picco posizione |
| -------------------------------------------- | --------------- |
| Australia (Kent Music Report)                | 89              |
| Canada (RPM)                                 | 25              |
| United Kingdom (The Official Charts Company) | 57              |
| US Billboard Hot 100                         | 26              |
| US Mainstream Rock Songs                     | 3               |